# John W. Mitchell
John William Mitchell, MBE (* 14. Juni 1917 in Wakefield, Yorkshire, England; † 21. November 2005 in Cheltenham, Gloucestershire, England) war ein britischer Tontechniker.

## Leben
Mitchell begann seine Karriere Mitte der 1930er Jahre. Bis Mitte der 1940er Jahre war er zumeist als Tonassistent tätig, in der Regel ohne Namensnennung im Abspann. 1946 arbeitete er erstmals an einem von David Lean inszenierten Spielfilm, Geheimnisvolle Erbschaft. Später folgten Die Brücke am Kwai (1957) und Reise nach Indien (1984), einer der letzten Filme Mitchells, bevor er sich aus dem Filmgeschäft zurückzog.
Mitchell war an zahlreichen großen britischen Filmproduktionen beteiligt, darunter fünf Filme aus der James-Bond-Reihe sowie die Agatha-Christie-Literaturverfilmungen Tod auf dem Nil, Mord im Spiegel und Das Böse unter der Sonne. 1972 war er für James Bond 007 – Diamantenfieber erstmals für den Oscar in der Kategorie Bester Ton nominiert. 1975 erfolgte eine Nominierung für den BAFTA Film Award in der Kategorie Bester Ton für Peter Hunts Abenteuerfilm Gold. Seine zweite und letzte Oscar-Nominierung erhielt Mitchell 1985 für Reise nach Indien.
Nach 166 Filmen zog er sich 1986 aus dem Filmgeschäft zurück, trat 1998 aber noch ein letztes Mal als Berater beim Kurzfilm The Dance of Shiva mit Kenneth Branagh und Julian Glover auf. 2005 starb er im Alter von 88 Jahren.

## Filmografie (Auswahl)
- 1937: Elefanten-Boy (Elephant Boy)
- 1940: Der Dieb von Bagdad (The Thief of Bagdad)
- 1949: Adel verpflichtet (Kind Hearts and Coronets)
- 1951: Geheimdienst schlägt zu (I’ll Get You for This)
- 1951: African Queen (The African Queen)
- 1957: Die Brücke am Kwai (The Bridge on the River Kwai)
- 1959: Die 39 Stufen (The 39 Steps)
- 1960: Vor Hausfreunden wird gewarnt (The Grass is Greener)
- 1963: James Bond 007 – Liebesgrüße aus Moskau (From Russia with Love)
- 1967: James Bond 007 – Man lebt nur zweimal (You Only Live Twice)
- 1969: James Bond 007 – Im Geheimdienst Ihrer Majestät (On Her Majesty’s Secret Service)
- 1971: James Bond 007 – Diamantenfieber (Diamonds Are Forever)
- 1973: James Bond 007 – Leben und sterben lassen (Live and Let Die)
- 1974: Gold
- 1978: Tod auf dem Nil (Death on the Nile)
- 1980: Mord im Spiegel (The Mirror Crack’d)
- 1982: Das Böse unter der Sonne (Evil Under the Sun)
- 1984: Die Bounty (The Bounty)
- 1984: Reise nach Indien (A Passage to India)

## Auszeichnungen
- 1972: Oscar-Nominierung in der Kategorie Bester Ton für James Bond 007 – Diamantenfieber
- 1975: BAFTA-Film-Award-Nominierung in der Kategorie Bester Ton für Gold
- 1985: Oscar-Nominierung in der Kategorie Bester Ton für Reise nach Indien